# Румянцева, Людмила Васильевна
Людмила Васильевна Румянцева (8 марта 1937 — 13 июля 2020) — передовик советской лёгкой промышленности, раскройщица Московского объединения обувных предприятий «Заря» Министерства лёгкой промышленности РСФСР, Герой Социалистического Труда (1973).

## Биография
Родилась в 1937 году в деревне Дулепово Солнечногорского района Московской области в русской крестьянской семье. Во время Великой Отечественной войны в ноябре — декабре 1941 года проживала вместе с семьёй на оккупированной территории. Отец был призван на фронт, где получил ранение, был демобилизован и вскоре умер от последствий ран.
В 1945 году завершила обучение в 4-м классе сельской школы в родной деревне. Затем училась в семилетней школе в соседнем селе, пока её не забрала сестра в Солнечногорск. Поступила в школу фабрично-заводского ученичества, которую закончила через три года и приобрела профессию закройщицы обуви.
Свой трудовой путь начала на Московской обувной фабрике «Парижская коммуна», которая позже вошла в производственное объединение «Заря». Постоянно выходила победителем социалистического соревнования. Позже возглавила бригаду раскройщиц на фабрике. В 1972 году вступила в КПСС. В начале девятой пятилетки вышла с инициативой выполнить план за 2,5 года. С честью выполнила данное обязательство, которое поддержали многие работницы промышленности.
За выдающиеся успехи в выполнении заданий пятилетки и принятых социалистических обязательств на 1973 год, большой творческий вклад в увеличении производства товаров народного потребления и улучшение их качества, Указом Президиума Верховного Совета СССР от 31 декабря 1973 года Людмиле Васильевне Румянцевой было присвоено звание Героя Социалистического Труда с вручением ордена Ленина и золотой медали «Серп и Молот».
В дальнейшем продолжала трудовую деятельность. Окончила Московский механико-технологический институт лёгкой промышленности. В 1978 году была назначена на должность начальника 1-го цеха Московской обувной фабрики «Парижская коммуна». Проработала на этой должности 18 лет до выхода на заслуженный отдых. Была членом центрального правления Всероссийской общественной организации «Трудовая доблесть России».
Проживала в городе Москве. Умерла 13 июля 2020 года. Похоронена в Москве на Хованском кладбище.

## Награды
За трудовые успехи удостоена:
- золотая звезда «Серп и Молот» (31.12.1973),
- орден Ленина (31.12.1973),
- два ордена Трудового Красного Знамени (05.04.1971, 23.05.1986),
- другие медали.